# هوشنگ کامکار
هوشنگ کامکار (زادهٔ ۱۳۲۵ در سنندج)، آهنگ‌ساز اهل ایران است. او هم‌اکنون یکی از اعضای شورای عالی خانه موسیقی ایران است.

## زندگی هنری
هوشنگ کامکار در سال ۱۳۲۵ در سنندج به دنیا آمد. موسیقی را نزد پدرش استاد حسن کامکار آموخت و مدت ۲ سال در هنرستان عالی موسیقی تهران به تحصیل موسیقی پرداخت. در سال ۱۳۵۴به اخذ درجه کارشناسی در رشته آهنگسازی از دانشکده هنرهای زیبای دانشگاه تهران نایل آمد و سپس در کنسرواتوار سانتاچی چیلییای رم به تحصیل کنترپوان و فوگ پرداخت و درجه کارشناسی موسیقی را در ایالات متحده آمریکا از دانشکده سانفرانسیسکو دریافت کرد. او به مدت ۱۰سال در دانشگاه هنر به تدریس موسیقی پرداخت و مدیریت گروه موسیقی این دانشگاه را به مدت ۶ سال (از سال ۱۳۷۲ تا سال ۱۳۷۸) عهده‌دار بود. وی سرپرستی گروه موسیقی کامکارها را برعهده دارد.
هوشنگ کامکار ۲۷ مرداد ۱۳۹۸ در دهمین همایش شعر و موسیقی کانون ادبی زمستان مورد تجلیل قرار گرفت.

## آثار

### آهنگسازی
- کجایید ای شهیدان خدایی، برای ارکستر سمفونیک، تکخوان و گروه کر بر غزل مولانا، خواننده: بیژن کامکار ۱۳۵۹
- گل همیشه بهار، شعر از مشفق کاشانی. ۱۳۶۰
- پیروزی بهمن ۱۳۵۸
- موسیقی فیلم پل آزادی، کارگردان مهدی مدنی
- برتارک سپیده (کنسرتینو برای سنتور و ارکستر) ۱۳۶۳
- در گلستانه، بر اساس اشعار سهراب سپهری، با صدای شهرام ناظری، دکلمه اشعار: احمدرضا احمدی ۱۳۶۶
- بهاران آبیدر، با صدای بیژن کامکار و شهرام ناظری، ۱۳۶۴
- به یاد حافظ، با همکاری ارکستر سمفونیک تهران، خواننده بیژن کامکار ۱۳۶۴
- شباهنگام، بر اساس اشعار نیما یوشیج، خواننده: بیژن کامکار، دکلمه اشعار: خسرو شکیبایی
- سماع مجلسیان
- سماع ضربی‌ها، قطعاتی برای آنسامبل سازهای کوبه‌ای ۱۳۷۸
- بالهٔ شهرزاد، موسیقی برای باله ۲۰۰۱ شب. کارگردان عبدالحلیم کاراکالا. ۱۳۸۰
- خورشید مستان، خواننده: پیام عزیزی ۱۳۸۵
- منظومه‌های سمفونیک هوشنگ کامکار: پوئم سمفونیک مولانا، خواننده: علیرضا قربانی - پوئم سمفونیک کردی، خوانندگان: ارسلان و صبا کامکار [۵] - پوئم سمفونی بهاران. ۱۳۸۷
- دور تا نزدیک، اشعار خاقانی، حافظ، نیما و‌ احمدرضا احمدی. گروه کامکارها و ارکستر سمفونیک تهران. خوانندگان: ارسلان کامکار، صبا کامکار، هانا کامکار و مریم ابراهیم پور. ۱۳۸۸
- محاق، اشعار احمد شاملو، سهراب سپهری، بیژن جلالی و احمدرضا احمدی، خوانندگان: امید نیک‌بین و صبا کامکار، دکلمه اشعار: احمدرضا احمدی و صبا کامکار. ۱۳۸۹
- پوئم سمفونی های خرمشهر و حلبچه. ۱۳۸۹
- خاتون، بر اساس اشعار کُردی عبدالله پشیو، خوانندگان: عدنان کریم و صبا کامکار ۱۳۹۰
- آواز صلح، اشعار سعدی و باباطاهر، با صدای صبا کامکار
- داستانی نه تازه، یادبود محمدرضا لطفی، شعر از نیما یوشیج با صدای بیژن کامکار. ۱۳۹۳
- کوچ بنفشه‌ها، اشعار محمدرضا شفیعی کدکنی، خوانندگان صبا کامکار و‌ حمیدرضا نوربخش ۱۳۹۳
- باغ‌های پژمان، تقدیم به احمد پژمان، برای سازهای زهی. ۱۳۹۴
- کوچه‌های چوارباخ، کنسرتینو برای سازهای ایرانی و ارکستر سمفونیک ۱۳۹۶
- هیچ در هیچ، اشعار بیژن جلالی، با صدای ارسلان و صبا کامکار ۱۳۹۷
- خاطرات جوانی‌ام، ۱۳۹۸
- واریاسیون‌های نوایی، برای سازهای ایرانی و ارکستر سمفونیک، ۱۳۹۸
- مشتاق گل، اشعار عمادالدین نسیمی، م.آزاد، سعدی، باباطاهر و هوشنگ کامکار، با صدای امیرناصر رنجبر و صبا کامکار ۱۳۹۹
- کنسرتو ویلن «هوشنگان» (برای ویلن و ارکستر زهی) ۱۳۹۹[۶] سولیست ویلن: علی جعفری‌پویان
- پرواز جاودانه فروغ، اشعار فروغ فرخزاد، با صدای ارسلان و صبا کامکار ۱۴۰۲
- ارغوان هوشنگ، به یاد هوشنگ ابتهاج. ۱۴۰۳
- ای یاران کجائید، ۱۴۰۴ [۷]

### ترجمه و تألیف
- اصول ارکستراسیون. اثر ریمسکی کورساکوف. ناشر: انتشارات چنگ. سال انتشار ۱۳۶۲. تهران.
- فوگ و انوانسیون. فنون اصلی آهنگسازی در تئوری و عمل. اثر جان ورال. ناشر: انتشارات پارت. سال انتشار ۱۳۷۰. تهران.
- هارمونی قرن بیستم. اثر وینسنت پرسی کتی. ناشر: انتشارات دانشگاه هنر. سال انتشار ۱۳۷۵. تهران.
- کنترپوان مدال (براساس شیوهٔ موسیقی قرن شانزدهم) اثر دیوید بویدن. ناشر:انتشارات دانشگاه هنر. سال انتشار ۱۳۷۷. تهران.
- موسیقی کلاسیک و رمانتیک. ناشر: انتشارات دانشگاه هنر. سال انتشار ۱۳۸۰. تهران.
- ارکستراسیون. اثر کنت کنان. ناشر: نشر افکار. سال انتشار ۱۳۸۲. تهران.[۸]
- آموزش آهنگسازی. اثر :جان هوارد ناشر: نشر افکار. سال انتشار ۱۳۸۸. تهران.[۹]